# Font d'Orcau
La Font d'Orcau és una font del terme municipal d'Isona i Conca Dellà, en territori del poble d'Orcau, de l'antic municipi d'Orcau.
Està situada a 787 m d'altitud, al nord-oest del poble d'Orcau, a llevant de la pista que pel Coll d'Orcau mena a la vall de Montesquiu, en el paratge denominat la Font Vella.